# Aesculus hybrida
Aesculus hybrida är en kinesträdsväxtart som beskrevs av Dc.. Aesculus hybrida ingår i släktet hästkastanjer, och familjen kinesträdsväxter. Inga underarter finns listade i Catalogue of Life.